# Transzlokáció
Áttelepítés vagy transzlokáció elnevezést akkor használják, amikor egy faj jelenlegi elterjedési területén élő állományának kiegészítése (állománypótlás), korábbi elterjedési területére való újratelepítése (reintrodukció) vagy új területre való betelepítése szabad területen nevelkedett és élő, vadból befogott vagy gyűjtött egyedekkel történik. A repatriáció a transzlokációhoz hasonló beavatkozás, azonban ilyenkor mesterséges körülmények között élő és/vagy szaporított és nevelt egyedek visszatelepítése történik.
Az áttelepítést számos helyen alkalmazzák helyileg túlszaporodott állományok csökkentésére, mert így az adott helyen az pl. élőhelyet veszélyeztető, tönkretevő egyedeket nem kell elpusztítani (pl. a déli afrikai országokban elefánt telepítések), vagy un. "problémás" egyedek kezelésére (pl. az USA több államában a lakott területeket látogató medvék esetében).